# Mercury Blues

Mercury Blues est une chanson écrite en 1949 par K. C. Douglas and Robert Geddins. Le titre original, "Mercury Boogie," rend hommage aux voitures américaines.
Cette chanson a été reprise, entre autres, par Steve Miller Band (1976), David Lindley (1981), Alan Jackson (1983), Pave Maijanen (1987), Meat Loaf (2003), Dwight Yoakam (2004), et Jimmy Thackery (2006). 